# Bala (okręg Mehedinți)
Bala – wieś w Rumunii, w okręgu Mehedinți, w gminie Bala. W 2011 roku liczyła 728 mieszkańców.